# Steve Johnson
Steve Johnson (n. 24 decembrie 1989, Orange, California, SUA) este un jucător de tenis american, medaliat olimpic. A participat la o ediție a Jocurilor Olimpice (2016) în care a câștigat o medalie de bronz.

## Participări
Lista de mai jos prezintă principalele competiții la care a participat Steve Johnson de-a lungul carierei.
- Tênis nos Jogos Olímpicos de Verão de 2016 - Duplas masculinas[*]